# スーパーラグビー・カムリ
スーパーラグビー・カムリ（ウェールズ語：Super Rygbi Cymru）は、ウェールズのラグビーユニオン国内大会。ウェールズ語の「カムリ（Cymru）」は、「ウェールズ」を意味する。2024年9月に創設された。

## 概要
ウェールズでは、4つのクラブチーム（スカーレッツ、オスプリーズ、ドラゴンズ、カーディフ・ブルーズ）が、国際大会「ユナイテッド・ラグビー・チャンピオンシップ」に出場している。
スーパーラグビー・カムリは、それらに準じる位置づけの10チームによる国内大会である。前述の国際大会出場4チームへの選手供給元にもなる。
2023-24シーズンまでウェールズ・プレミアシップ・ディビジョン（Welsh Premier Division、2023-24 Indigo Group Premiership）にいた13チームのうち、10チームが2024-25シーズンからスーパーラグビー・カムリに移籍した。
| 国際大会チーム | ユナイテッド・ラグビー・ チャンピオンシップ 全16チーム中4チーム              | スカーレッツ         | ユナイテッド・ラグビー・ チャンピオンシップ 全16チーム中4チーム         | スカーレッツ         |
| 国際大会チーム | ユナイテッド・ラグビー・ チャンピオンシップ 全16チーム中4チーム              | オスプリーズ         | ユナイテッド・ラグビー・ チャンピオンシップ 全16チーム中4チーム         | オスプリーズ         |
| 国際大会チーム | ユナイテッド・ラグビー・ チャンピオンシップ 全16チーム中4チーム              | ドラゴンズ           | ユナイテッド・ラグビー・ チャンピオンシップ 全16チーム中4チーム         | ドラゴンズ           |
| 国際大会チーム | ユナイテッド・ラグビー・ チャンピオンシップ 全16チーム中4チーム              | カーディフ・ブルーズ | ユナイテッド・ラグビー・ チャンピオンシップ 全16チーム中4チーム         | カーディフ・ブルーズ |
| 国内大会       | ウェールズ・ プレミアシップ・ ディビジョン Indigo Group Premiership 13チーム | Llandovery RFC       | スーパーラグビー・ カムリ Super Rygbi Cymru 10チーム                    | Llandovery RFC       |
| 国内大会       | ウェールズ・ プレミアシップ・ ディビジョン Indigo Group Premiership 13チーム | Ebbw Vale RFC        | スーパーラグビー・ カムリ Super Rygbi Cymru 10チーム                    | Ebbw Vale RFC        |
| 国内大会       | ウェールズ・ プレミアシップ・ ディビジョン Indigo Group Premiership 13チーム | Cardiff RFC          | スーパーラグビー・ カムリ Super Rygbi Cymru 10チーム                    | Cardiff RFC          |
| 国内大会       | ウェールズ・ プレミアシップ・ ディビジョン Indigo Group Premiership 13チーム | Newport RFC          | スーパーラグビー・ カムリ Super Rygbi Cymru 10チーム                    | Newport RFC          |
| 国内大会       | ウェールズ・ プレミアシップ・ ディビジョン Indigo Group Premiership 13チーム | Pontypool RFC        | スーパーラグビー・ カムリ Super Rygbi Cymru 10チーム                    | Pontypool RFC        |
| 国内大会       | ウェールズ・ プレミアシップ・ ディビジョン Indigo Group Premiership 13チーム | Bridgend Ravens RFC  | スーパーラグビー・ カムリ Super Rygbi Cymru 10チーム                    | Bridgend Ravens RFC  |
| 国内大会       | ウェールズ・ プレミアシップ・ ディビジョン Indigo Group Premiership 13チーム | RGC 1404             | スーパーラグビー・ カムリ Super Rygbi Cymru 10チーム                    | RGC 1404             |
| 国内大会       | ウェールズ・ プレミアシップ・ ディビジョン Indigo Group Premiership 13チーム | Aberavon RFC         | スーパーラグビー・ カムリ Super Rygbi Cymru 10チーム                    | Aberavon RFC         |
| 国内大会       | ウェールズ・ プレミアシップ・ ディビジョン Indigo Group Premiership 13チーム | Carmarthen Quins RFC | スーパーラグビー・ カムリ Super Rygbi Cymru 10チーム                    | Carmarthen Quins RFC |
| 国内大会       | ウェールズ・ プレミアシップ・ ディビジョン Indigo Group Premiership 13チーム | Swansea RFC          | スーパーラグビー・ カムリ Super Rygbi Cymru 10チーム                    | Swansea RFC          |
| 国内大会       | ウェールズ・ プレミアシップ・ ディビジョン Indigo Group Premiership 13チーム | Merthyr RFC          | ウェールズ・ プレミアシップ・ ディビジョン Admiral Premiership 14チーム | Merthyr RFC          |
| 国内大会       | ウェールズ・ プレミアシップ・ ディビジョン Indigo Group Premiership 13チーム | Pontypridd RFC       | ウェールズ・ プレミアシップ・ ディビジョン Admiral Premiership 14チーム | Pontypridd RFC       |
| 国内大会       | ウェールズ・ プレミアシップ・ ディビジョン Indigo Group Premiership 13チーム | Neath RFC            | ウェールズ・ プレミアシップ・ ディビジョン Admiral Premiership 14チーム | Neath RFC            |
| 国内大会       | 多くの下位リーグ                                                             | 多くの下位リーグ     | ウェールズ・ プレミアシップ・ ディビジョン Admiral Premiership 14チーム | ほか 11チーム        |
| 国内大会       | 多くの下位リーグ                                                             | 多くの下位リーグ     | 多くの下位リーグ                                                        |                      |

## 関連大会
|                   | ヨーロッパ6か国 および 南アフリカ共和国 ほか ・ |                                            |                                            |                                                                         | |
| 上位大会          | ヨーロピアンラグビー・チャンピオンズカップ      | ヨーロピアンラグビー・チャンピオンズカップ | ヨーロピアンラグビー・チャンピオンズカップ | ヨーロピアンラグビー・チャンピオンズカップ                              | ヨーロピアンラグビー・チャンピオンズカップ                                                                             |
| 下位大会          | EPCRチャレンジカップ                            | EPCRチャレンジカップ                       | EPCRチャレンジカップ                       | EPCRチャレンジカップ                                                    | EPCRチャレンジカップ                                                                                                   |
|                   |                                                 |                                            |                                            |                                                                         | |
|                   | イングランド                                    | フランス                                   |                                            | アイルランド・スコットランド・ウェールズ・イタリア・南アフリカ共和国 ・ | アイルランド・スコットランド・ウェールズ・イタリア・南アフリカ共和国 ・                                                |
| 1部大会           | プレム・ラグビー (旧 プレミアシップ・ラグビー)  | トップ14                                   | ユナイテッド・ラグビー・チャンピオンシップ | ユナイテッド・ラグビー・チャンピオンシップ                              | |
|                   |                                                 |                                            |                                            |                                                                         | |
| 2部大会           | チャンプ・ラグビー (旧 RFUチャンピオンシップ)   | プロD2                                     |                                            | 各 国内リーグ                                                           | オールアイルランド・リーグ、 スコティッシュ・プレミアシップ、 スーパーラグビー・カムリ、 セリエAエリート、カリーカップ |
| 3部大会           | ナショナルリーグ1                               | シャンピオナ・フェデラル・ナシオナル       |                                            | 各 国内リーグ                                                           | オールアイルランド・リーグ、 スコティッシュ・プレミアシップ、 スーパーラグビー・カムリ、 セリエAエリート、カリーカップ |
| 4部大会           | ナショナルリーグ2                               | シャンピオナ・フェデラル・ナシオナル2      | 各国 下位リーグ                            | 略                                                                      | |
| 5/6部大会         | リージョナル1/2                                 | 略                                         | 各国 下位リーグ                            | 略                                                                      | |
| 7/8/9/10/11部大会 | カウンティーズ1/2/3/4/5                         | 略                                         | 各国 下位リーグ                            | 略                                                                      | |

## 出場チーム
出典：
| チーム名             | 2024-25 シーズン 順位 | 本拠地がある 地区または都市 | 選手を輩出している ユナイテッド・ラグビー・チャンピオンシップ（国際大会）のチーム |
| -------------------- | --------------------- | --------------------------- | --------------------------------------------------------------------------------- |
| Cardiff RFC          | 1位                   | カーディフ                  | カーディフ・ブルーズ                                                              |
| Ebbw Vale RFC        | 2位 (準優勝)          | ブライナイ・グエント        |                                                                                   |
| Newport RFC          | 3位 (優勝)            | ニューポート                |                                                                                   |
| Llandovery RFC       | 4位                   | カーマーゼンシャー          | スカーレッツ                                                                      |
| Pontypool RFC        | 5位                   | カーマーゼンシャー          |                                                                                   |
| Aberavon RFC         | 6位                   | ニース・ポート・タルボット  | オスプリーズ                                                                      |
| Bridgend Ravens RFC  | 7位                   | ブリジェンド                | オスプリーズ                                                                      |
| RGC 1404             | 8位                   | コンウィ                    |                                                                                   |
| Carmarthen Quins RFC | 9位                   | カーマーゼン                | ドラゴンズ                                                                        |
| Swansea RFC          | 10位                  | スウォンジー                | オスプリーズ                                                                      |

## 対戦形式
2024-25シーズンからの対戦形式。出典：

### レギュラーシーズンとプレーオフ
レギュラーシーズンでは、ホーム・アンド・アウェイ方式のリーグ戦を18試合行う。これによりレギュラーシーズンの順位が決まる。
その後、全10チームでプレーオフを行う。7位対10位、8位対9位の「1回戦」の後、上位6チームが加わった全8チームで準々決勝・準決勝・決勝へと進み、優勝チーム（Super Rygbi Cymru Trophy）が決まる。これにより、各チームはプレーオフで少なくとも1試合（最大で4試合）を行う。

### カップ戦
上記とは別に、シックス・ネーションズ期間中に開催される「カップ戦」で、5チームずつ2つのプールに分かれ、各チームは4試合行う。その後、各プールの1位どうしで決勝戦（1試合）を行い、カップ戦の優勝チーム（Super Rygbi Cymru Cup）を決める。
以上のように、各チームはシーズンを通して最低23試合を戦うことになる。

## 歴代勝利履歴
| シーズン | プレーオフ決勝戦 (Trophy) | プレーオフ決勝戦 (Trophy) | プレーオフ決勝戦 (Trophy) |      | レギュラーシーズン 1位 |        | カップ戦 (Cup) | カップ戦 (Cup) | カップ戦 (Cup) | 備考   |
| シーズン | 優勝                      | スコア                    | 準優勝                    | 優勝 | レギュラーシーズン 1位 | スコア | 準優勝         |                |                | 備考   |
| -------- | ------------------------- | ------------------------- | ------------------------- | ---- | ---------------------- | ------ | -------------- | -------------- | -------------- | ------ |
| 2024-25  | Newport RFC               | 27-18                     | Ebbw Vale RFC             |      | Cardiff RFC            |        | Llandovery RFC | 39-7           | Ebbw Vale RFC  | [ 11 ] |
| 2025-26  |                           |                           |                           |      |                        |        |                |                |                |        |